# 孫太真
孫妃（？—976年），名太真，五代十国吴越国主錢弘俶妻，泰宁节度使孙承佑姐。她端庄慧敏，喜好读书。初封贤德夫人，后进封贤德顺穆夫人。宋开宝九年（976年）随錢弘俶入宋，加封吴越国王妃，同年十二月卒。